# Partidul Politic „Forța Diasporei”
Partidul „Forța Diasporei” (PFD; în trecut Partidul Popular European din Moldova (PPEM)) este o formațiune politică de centru-dreapta din Republica Moldova. A fost fondată sub numele „Partidul Popular European din Moldova” la începutul anului 2015 de către fostul prim-ministru Iurie Leancă, după plecarea sa din Partidul Liberal Democrat din Moldova. În martie 2023, și-a schimbat denumirea și a devenit Partidul „Forța Diasporei”.

## Istoric
În perioada martie–aprilie 2015, în partid s-au înscris peste 4.000 de cetățeni. Printre aceștia se numără: majoritatea consilierilor PLDM din Basarabeasca, peste 30 de membri din conducerea a Partidului Forța Poporului, organizația de tineret a Partidului Liberal Democrat din Orhei, consilieri raionali și lideri ai PLDM din Florești, foști angajați ai instituțiilor de drept și participanți la conflictul militar de pe Nistru.
Pentru a participa în alegerile locale din 14 iunie 2015, Partidul Popular European, fiind un partid neînregistrat oficial, a făcut o coaliție cu 3 formațiuni proeuropene extraparlamentare: Partidul Liberal Reformator, Partidul Acțiunea Democratică și Partidul „Democrația Acasă”, formând Blocul electoral „Platforma Populară Europeană din Moldova — Iurie Leancă”. Ulterior, Partidul „Democrația Acasă” s-a retras din cadrul blocului.
Partidul Popular European din Moldova a depus actele de înregistrare a formațiunii la Ministerul Justiției în data de 5 august 2015 și a fost înregistrat oficial pe 14 august. Potrivit liderului PPEM, Iurie Leancă, dosarul conținea cererile a peste 8.300 de membri din 22 de unități administrativ-teritoriale, inclusiv municipiile Chișinău și Bălți.
Pe 20 august 2015, în cadrul ședinței consiliului raional Ungheni, Octavian Țîcu a anunțat că părăsește și demisionează din funcția de consilier raional în Ungheni obținută în urma alegerilor locale din 2015, arătându-se nemulțumit de felul cum s-a făcut coaliție la nivel raional.

### Redenumire
În martie 2023, partidul și-a schimbat denumirea și a devenit „Partidul «Forța Diasporei»”.

## Rezultate electorale

### Alegeri locale

#### Consilii raionale și municipale
| Anul alegerilor | voturi | % din voturi | mandate obținute | +/- |
| --------------- | ------ | ------------ | ---------------- | --- |
| 2015            | 97,879 | 7.61         | 67 / 1116        |     |

#### Consilii orășenești și sătești
| Anul alegerilor | voturi | % din voturi | mandate obținute | +/- |
| --------------- | ------ | ------------ | ---------------- | --- |
| 2015            | 62,690 | 5.90         | 512 / 10570      |     |

#### Primari
| Anul alegerilor | primari | % din total | mandate obținute | +/- |
| --------------- | ------- | ----------- | ---------------- | --- |
| 2015            | 27      | 3.01        | 27 / 898         |     |

Locale 2015

## Conducerea
- Președinte: Nicolae Rapcea
- Vicepreședinți: Eugen Carpov, Eugen Sturza

## Legături externe
- Site oficial Arhivat în 26 iunie 2023, la Wayback Machine.
- Fostul site al Partidului Popular European din Moldova Arhivat în 3 octombrie 2018, la Wayback Machine.
- Pagină de Facebook a Partidului Popular European din Moldova